# Links-Grüne Bewegung
Die Links-Grüne Bewegung (isländisch Vinstrihreyfingin – grænt framboð, deutsch wörtlich Linksbewegung – Grüne Kandidatur) ist eine politische Partei in Island. Sie war seit ihrer Gründung 1999 bis zur Wahl 2024 im isländischen Parlament Althing vertreten und stellte von November 2017 bis April 2024 mit Katrín Jakobsdóttir die isländische Premierministerin. 2024 konnte sie keine Sitze im Althing mehr erringen.

## Geschichte
Die Partei wurde 1999 gegründet, als einige Mitglieder des isländischen Parlaments Althing nicht mit der Fusion mehrerer Linksparteien zur Allianz einverstanden waren. Sie spalteten sich ab und gründeten die Links-Grüne Bewegung.
Bei der Parlamentswahl 2007 erreichte die Partei einen deutlichen Stimmenzuwachs gegenüber den vorherigen Wahlen und lag bei 14,3 Prozent der Stimmen. Mit 9 Sitzen im Parlament war sie damit die stärkste Oppositionspartei. Nach dem Rücktritt der Regierung von Geir Haarde trat sie in eine Minderheitsregierung mit der Allianz unter Jóhanna Sigurðardóttir ein. Nach der vorgezogenen Parlamentswahl im April 2009 bildete die Partei eine Koalition mit der Allianz; sie stellte vier Minister in der Regierung Jóhanna Sigurðardóttir II. Bei der Parlamentswahl 2013 musste die Links-Grüne Bewegung herbe Verluste hinnehmen und ging in die Opposition. Bei den Parlamentswahlen 2016 und 2017 gewann die Partei wieder an Boden und stellte von November 2017 bis April 2024 mit Katrín Jakobsdóttir in einer Koalition mit der Unabhängigkeitspartei und Fortschrittspartei die Premierministerin.
Nachdem die Partei schon bei der Parlamentswahl 2021 Verluste zu verzeichnen hatte, die Koalitionsregierung unter Katrín Jakobsdóttir aber weitergeführt werden konnte, verlor sie bei der vorgezogenen Parlamentswahl vom 30. November 2024 mit noch 2,3 % Stimmenanteil alle Sitze.

## Politische Positionen
Die Schwerpunkte der Partei sind Umweltschutz, Soziales und Gleichstellung. Daneben will die Partei die direkte Demokratie in Island stärken. Einen Beitritt Islands zur Europäischen Union lehnt die Partei ab; sie ist auch gegen das Engagement in der NATO.

## Vorsitzende
Der erste Vorsitzende der Partei war seit 1999 Steingrímur J. Sigfússon. Im Februar 2013 wurde Katrín Jakobsdóttir seine Nachfolgerin in diesem Amt. Im April 2024 trat Katrín Jakobsdóttir vom Parteivorsitz zurück, um als Kandidatin bei der Präsidentschaftswahl in Island 2024 anzutreten. Kommissarischer Nachfolger als Parteivorsitzender bis zu einer Neuwahl durch die Parteimitglieder wurde der bisherige stellvertretende Vorsitzende Guðmundur Ingi Guðbrandsson. Im Oktober 2024 wurde Svandís Svavarsdóttir zur Parteivorsitzenden gewählt, zugleich kehrte Guðmundur Ingi Guðbrandsson in die Position des stellvertretenden Vorsitzenden zurück.

## Wahlergebnisse
Wahlen zum Althing
| Jahr | Stimmen | Prozent | +/-     | Sitze | +/- |
| ---- | ------- | ------- | ------- | ----- | --- |
| 1999 | 15.115  | 9,1 %   |         | 6     |     |
| 2003 | 16.129  | 8,8 %   | −0,3 %  | 5     | −1  |
| 2007 | 26.136  | 14,3 %  | +5,5 %  | 9     | +4  |
| 2009 | 40.580  | 21,7 %  | +7,4 %  | 14    | +5  |
| 2013 | 20.546  | 10,9 %  | −10,8 % | 7     | −7  |
| 2016 | 30.166  | 15,9 %  | +5,0 %  | 10    | +3  |
| 2017 | 33.155  | 16,9 %  | +1,0 %  | 11    | +1  |
| 2021 | 25.114  | 12,6 %  | −4,3 %  | 8     | −3  |
| 2024 | 4.974   | 2,3 %   | −10,3 % | 0     | −8  |